# Hildegard (cráter)

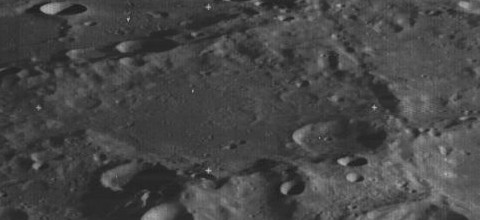
Vista oblicua desde el Lunar Orbiter 3, mirando al sur.

Hildegard es un antiguo cráter de impacto situado en el sur de la cara oculta de la Luna, al noroeste del cráter de mayor tamaño Planck. El cráter Pikel'ner se halla a escasa distancia en sentido nornoroeste.
Su único cráter satélite, Hildegard K se encuentra dentro del contorno del cráter principal. El brocal de Hildegard posee unos bordes desgastados, aunque en su sector norte alcanza cerca de 4000 m de desnivel con respecto al fondo del cráter, que presenta una superficie notablemente irregular y marcada por numerosos impactos de distintos tamaños.
El nombre del cráter fue adoptado por la UAI en febrero de 2016.

## Cráteres satélite
Por convención estos elementos son identificados en los mapas lunares poniendo la letra en el lado del punto medio del cráter que está más cercano a Nijland.
|           | \| Hildegard \| Coordenadas \| Diámetro \| \| --------- \| --------------------------------- \| -------- \| \| K \| 51°02′S 125°29′E / -51.03, 125.49 \| 33 km \| |          |
| Hildegard | Coordenadas | Diámetro |
| K         | 51°02′S 125°29′E / -51.03, 125.49 | 33 km    |